# Cascades Ebor
Les cascades Ebor són unes cascades que pertanyen al riu Guy Fawkes, situades a prop d'Ebor, a 37 km al nord-est de les cascades Way (a Wollomombi), a la regió de Nova Anglaterra de Nova Gal·les del Sud, Austràlia.

## Localització i característiques
El primer mirador es troba en una carretera tancada, a uns 200 metres del Waterfall Way (camí de les cascades). Aquesta plataforma d'observació mostra les cascades superiors de 115 metres d'altura, on l'aigua cau sobre quatre columnes de basalt en dues caigudes. Les cascades Ebor inferiors se situen a 600 metres riu avall, on l'aigua cau des d'unes roques sedimentàries del Permià cap a un barranc boscós.
Les cascades són una atracció turística coneguda al Parc nacional del riu Guy Fawkes, amb plataformes d'observació prop de les cascades, pistes de senderisme, una zona de descans amb barbacoes, un panell informatiu, taules de pícnic i lavabo. El 2008, les cascades van atraure fins a 80.000 visitants. No està permès l'acampada a les cascades Ebor, però hi ha un càmping disponible prop del Parc nacional Cathedral Rock.
Les cascades van ser protegides per primera vegada en una reserva de recreació el 1895. Al setembre de 2008 es van obrir noves plataformes d'observació. Aquestes plataformes van substituir les que van ser destruïdes per un incendi el 2007.

## Galeria d'imatges

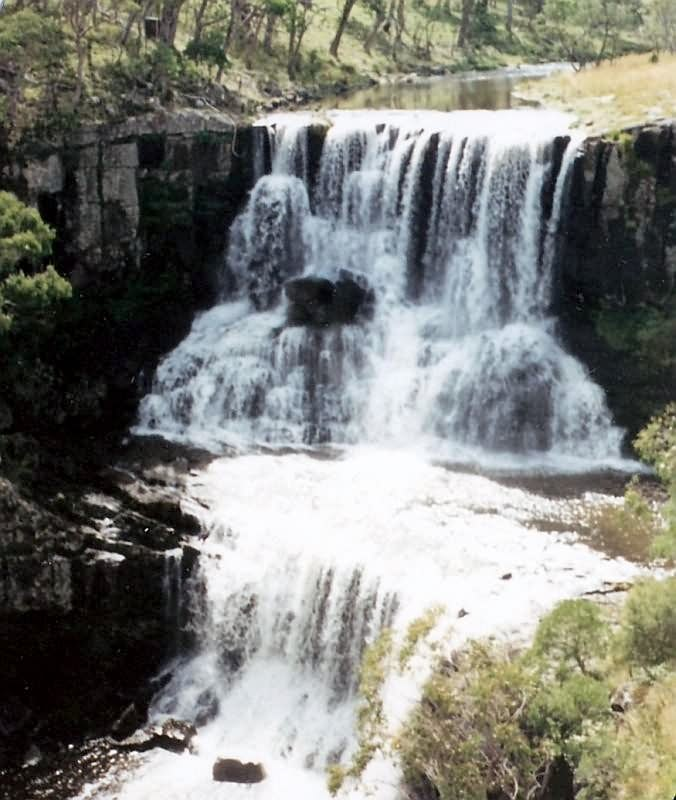
Cascades Ebor (superiors)
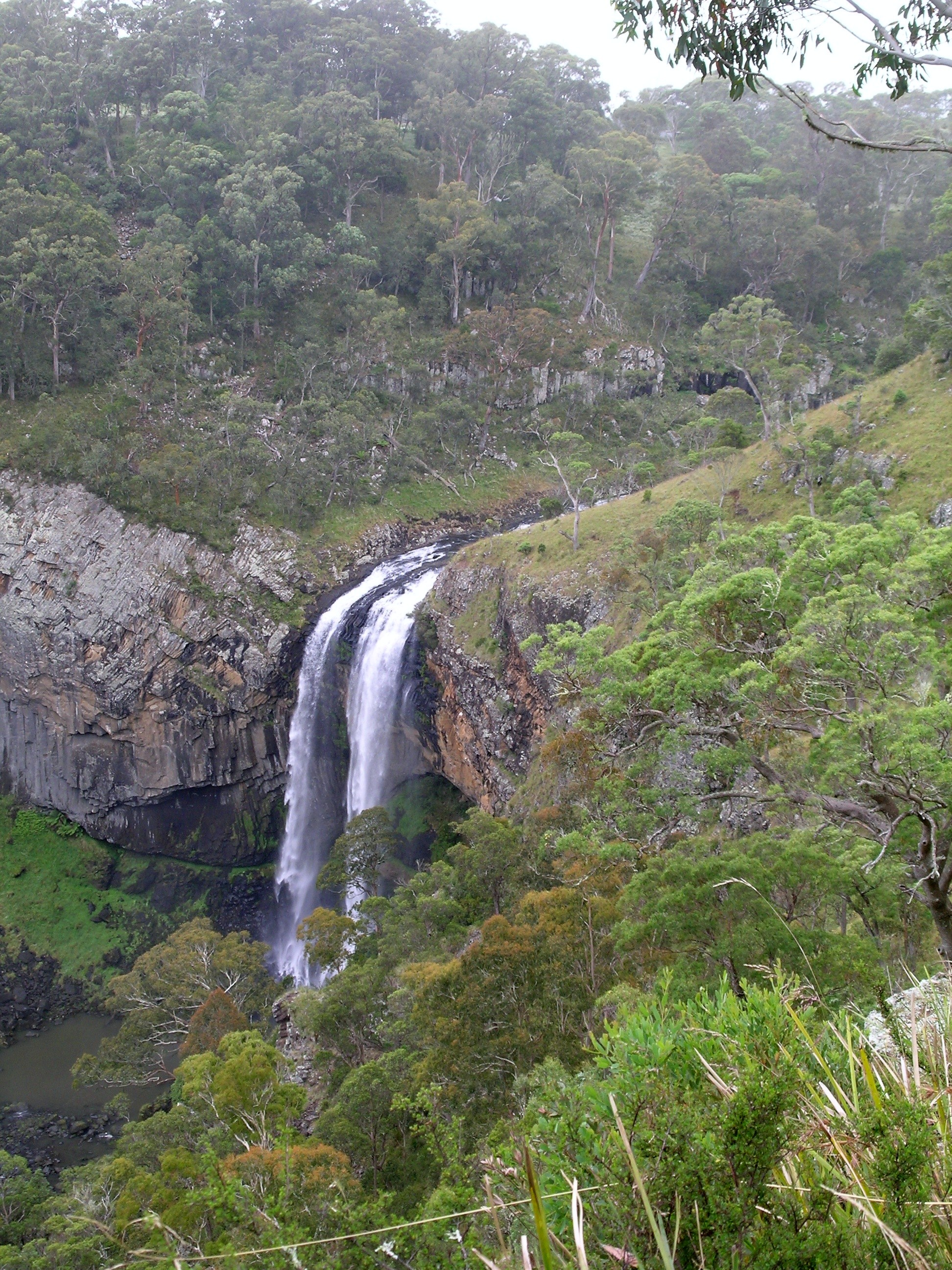
Cascades Ebor (inferiors)
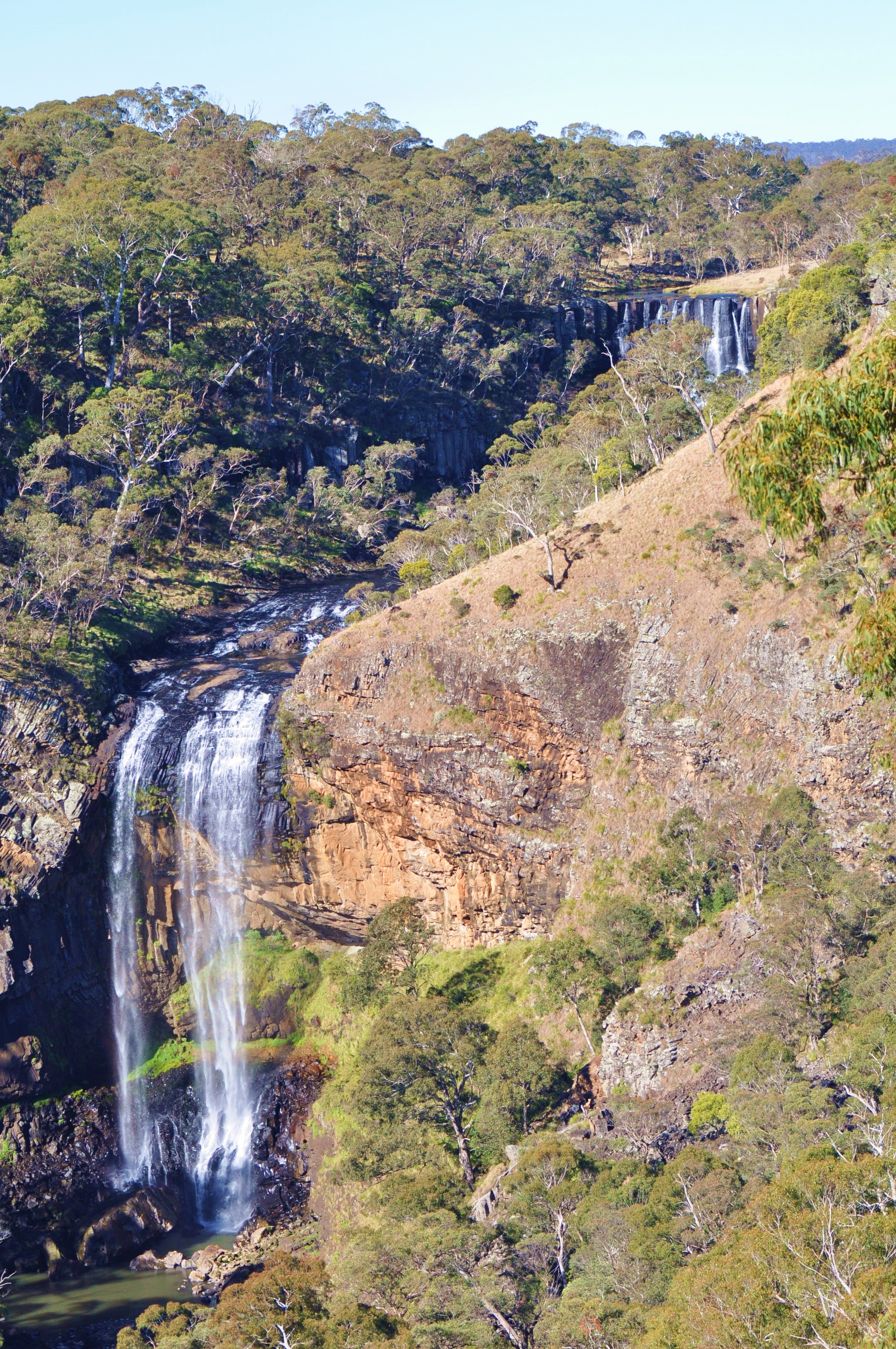
Cascades Ebor inferiors (primer pla) i superiors (al fons)